# Ruisseau L'Abbé
Pour les articles homonymes, voir L'Abbé.
Le ruisseau L’Abbé est un cours d'eau douce affluent de la rivière Pikauba, coulant dans le territoire non organisé de Lac-Ministuk, dans la municipalité régionale de comté du Fjord-du-Saguenay, dans la région administrative du Saguenay–Lac-Saint-Jean, dans la province de Québec, au Canada.
La partie supérieure de la vallée du ruisseau L’Abbé est accessible par la route 169 ; d’autres routes forestières secondaires ont été aménagées dans le secteur pour les besoins de la foresterie et des activités récréotouristiques,.
La foresterie constitue la première activité économique du secteur ; les activités récréotouristiques, en second.
La surface du ruisseau L’Abbé est habituellement gelée de la fin novembre au début avril, toutefois la circulation sécuritaire sur la glace se fait généralement de la mi-décembre à la fin mars.

## Géographie
Les principaux bassins versants voisins du ruisseau L’Abbé sont :
- côté nord : ruisseau Galbraith, lac Moïse, rivière aux Sables, lac Kénogami, rivière Saguenay, lac Vert ;
- côté est : rivière Pikauba, ruisseau Patrie, ruisseau McDonald, ruisseau des Gagnon, rivière Cyriac, rivière Chicoutimi ;
- côté sud : ruisseau Luppanay, rivière Pikauba, rivière aux Écorces, Petite rivière Pikauba ;
- côté ouest : rivière Pikauba, ruisseau de la Belle Rivière, la Belle Rivière, rivière Couchepaganiche Est, rivière Métabetchouane[2].

Le ruisseau L’Abbé prend sa source lac Croche (altitude : 370 m) sur le flanc est du mont Hudon-Beaulieu. L'embouchure de ce lac de tête est située à :
- 4,6 km au sud du lac Vert ;
- 18,2 km au sud-est du lac Saint-Jean ;
- 18,6 km au sud-ouest du lac Kénogami ;
- 0,8 km au nord-ouest de la route 169 ;
- 14,1 km au sud-ouest de la confluence du ruisseau L’Abbé et de la rivière Pikauba[2].

À partir du lac de tête, le cours du ruisseau L’Abbé coule sur 19,3 kilomètres entièrement en zone forestière, avec une dénivellation de 99 m, selon les segments suivants :
Cours supérieur du ruisseau L’Abbé
- 1,0 km vers le nord-ouest, jusqu’à la décharge du lac des Maltais ;
- 1,5 km vers le nord, traversant le lac de l'Écluse ;
- 1,1 km vers le nord-est en recueillant la décharge (venant du nord-ouest) de l'étang de l'Abbé et du lac Florian ;
- 2,9 km vers l'est, jusqu’à la décharge (venant du nord-ouest) des lacs Brulé et Sarcelle ;
- 1,5 km vers le sud-est dans une vallée encaissée, jusqu’à la décharge (venant du sud) d’un ensemble de lacs dont le lac à la Tranche, le lac à Brod et le lac Castor ;
- 1,5 km vers l’est jusqu’au ruisseau Luppanay (venant du sud) ;

Cours inférieur du ruisseau L’Abbé
- 2,6 km vers le nord en courbant vers le nord-est, jusqu’à la décharge (venant du nord-ouest) du lac Moïse ;
- 1,4 km vers l’est en formant une courbe vers le sud, jusqu’au ruisseau Galbraith (venant du nord) ;
- 3,0 km vers le sud-est, jusqu'au ruisseau Plessis (venant du sud-ouest) lequel draine le lac Glacé, le lac Ratté et le lac Plessis ;
- 1,3 km vers l’est dans une vallée encaissée, jusqu'à la décharge (venant du sud) du lac Robertson ;
- 1,8 km vers le nord-est dans une vallée encaissée, jusqu’à son embouchure[2].

Le ruisseau L’Abbé se déverse dans un coude de rivière sur la rive ouest de la rivière Pikauba. Cette confluence se situe à :
- 11,0 km au sud-ouest du centre du village de Saint-Cyriac ;
- 4,8 km à l’ouest de la confluence de la rivière Pikauba et du lac Kénogami ;
- 21,0 km au sud-ouest du barrage de Portage-des-Roches ;
- 14,6 km à l’ouest de la route 169 ;
- 34,3 km au sud-ouest de la confluence de la rivière Chicoutimi et de la rivière Saguenay ;
- 30,7 km au sud-est de la rive du lac Saint-Jean[2].

À partir de la confluence du ruisseau L’Abbé avec la rivière Pikauba, le courant descend successivement la rivière Pikauba sur 8,4 km vers le nord-est, puis le courant traverse le lac Kénogami sur 17,6 km vers le nord-est jusqu’au barrage de Portage-des-Roches, puis suit le cours de la rivière Chicoutimi sur 26,2 km vers l’est, puis le nord-est, et le cours de la rivière Saguenay sur 114,6 km vers l’est jusqu’à Tadoussac où il conflue avec l’estuaire du Saint-Laurent.

## Toponymie
Le toponyme « ruisseau L’Abbé » a été officialisé le 5 décembre 1968 à la Banque des noms de lieux de la Commission de toponymie du Québec.